# Newton House (Islay)
Newton House ist ein Gebäude auf der Hebrideninsel Islay. Es liegt etwa 900 m östlich der Ortschaft Bridgend südlich der A846 zwischen Bridgend und Ballygrant. Der Sorn passiert das Gebäude wenige hundert Meter südlich. Am 28. August 1980 wurde das Gebäude in die schottischen Denkmallisten in der Kategorie C aufgenommen.
Newton House war einst Teil einer Siedlung, die zwischenzeitlich aufgegeben wurde. Zwischen 1816 und 1839 wurde dort eine Whiskybrennerei namens Newton betrieben, von der heute noch einzelne Gebäude als Außengebäude von Newton House erhalten sein könnten.

## Beschreibung
Das exakte Baudatum des Hauses ist nicht angegeben, sodass nur das frühe 19. Jahrhundert als Bauzeitraum angegeben werden kann. Das einstöckige Gebäude mit ausgebautem Dachgeschoss wurde in traditioneller Bauweise errichtet. Es schließt mit einem schiefergedeckten Walmdach ab. Die Fassaden sind in der traditionellen Harling-Technik verputzt. Von den beiden nördlich gelegenen Außengebäuden besitzt eines ebenfalls ein Walmdach, das zweite schließt mit einem Pyramidendach ab.